# Ministr ekonomické strategie Izraele
Ministr ekonomické strategie Izraele (hebrejsky שר לאסטרטגיה כלכלית‎, sar le-astrategia kalkalit) je člen izraelské vlády a post vytvořený po volbách v roce 2009, který do března 2013 zastával premiér Benjamin Netanjahu. V jeho následující vládě toto portfolio není obsaženo.
Mezi 5. dubnem 1981 až 16. září 1984 existoval obdobný ministerský post s názvem ministr ekonomiky a meziministerské koordinace. Následně byl post obnoven 16. září 1986 pod názvem ministr ekonomiky a plánování a v listopadu 1995 znovu zrušen.

## Seznam ministrů
| ministr            | strana       | vláda    | funkční období                                  |
| ------------------ | ------------ | -------- | ----------------------------------------------- |
| Ja'akov Meridor    | Likud        | 19., 20. | 05.08.1981 – 10.10.1983 10.10.1983 – 13.09.1984 |
| Gad Ja'akobi       | Ma'arach     | 21., 22. | 13.09.1984 – 16.09.1984 16.09.1986 – 20.10.1988 |
| Jicchak Moda'i     | Likud        | 23.      | 22.12.1988 – 11.06.1990                         |
| David Magen        | Likud        | 24.      | 22.12.1988 – 11.06.1990                         |
| Šim'on Šitrit      | Strana práce | 25.      | 13.07.1992 – 18.07.1995                         |
| Josi Bejlin        | Strana práce | 25.      | 18.07.1995 – 22.11.1995                         |
| Benjamin Netanjahu | Likud        | 32.      | 31.03.2009 – 18.03.2013                         |